# Bosmoreau-les-Mines
Bosmoreau-les-Mines (okzitanisch Bòsc Morèl) ist eine Gemeinde im Zentralmassiv in Frankreich. Sie gehört zur Region Nouvelle-Aquitaine, zum Département Creuse, zum Arrondissement Guéret und zum Kanton Bourganeuf. Sie grenzt im Nordwesten und im Norden an Saint-Dizier-Masbaraud mit Saint-Dizier-Leyrenne, im Osten an Thauron sowie im Süden und im Südwesten an Masbaraud-Mérignat.
Der Taurion bildet im Südosten die Gemeindegrenze.

## Bevölkerungsentwicklung
| Jahr      | 1962 | 1968 | 1975 | 1982 | 1990 | 1999 | 2008 | 2016 |
| --------- | ---- | ---- | ---- | ---- | ---- | ---- | ---- | ---- |
| Einwohner | 414  | 444  | 377  | 301  | 249  | 272  | 249  | 249  |

## Bergbaumuseum
Das Musée de la Mine de Bosmoreau-les-Mines zeigt die rund 150-jährige Geschichte des Steinkohle-Bergbaus auf.

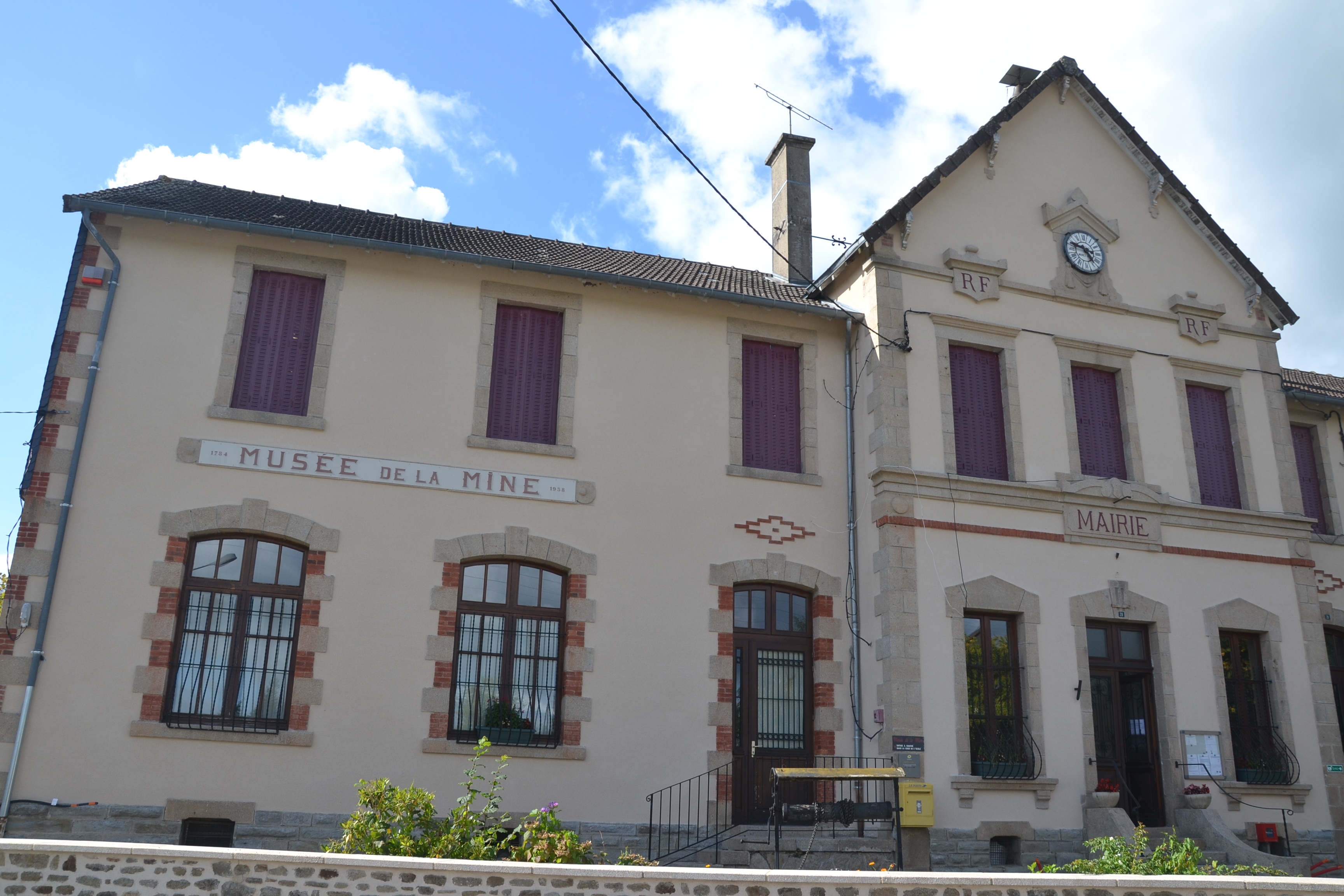
Bergbaumuseum